# Raphaëlle Monod
Raphaëlle Monod, également connue sous le nom de Raphaëlle Monod Sjoström après son mariage, née le 18 janvier 1969 à Annecy, est une skieuse acrobatique française dans la discipline des bosses. Elle est l’arrière petite-nièce du naturaliste Théodore Monod.

## Biographie
Raphaëlle Monod commence le ski de bosses à l'âge de 12-13 ans.
En 1989, elle remporte les Mondiaux en ski de bosses à Oberjoch et devient vice-championne du monde derrière Candice Gilg en 1995. Lors de sa carrière, elle accumule 20 victoires en Coupe du monde dont la première à La Clusaz, sa ville natale.
Elle obtient une médaille d'argent aux Jeux olympiques d'hiver de 1988 à Calgary puis termine 8e en 1992 à Albertville et 4e à Lillehammer en 1994.
Après la fin de sa carrière sportive, elle lance la marque SNÖ Eternelle, une marque de cosmétiques bio en 2016.

## Palmarès

### Championnats du Monde de ski acrobatique
- Championnats du monde de ski acrobatique de 1989
  -  Médaille d'or en bosses.
- Championnats du monde de ski acrobatique de 1995
  -  Médaille d'argent en bosses.

### Coupe du monde
- 3 petits globe de cristal :
  - Vainqueur du classement bosses en 1987, 1989 et 1993.
- 44 podiums dont 20 victoires.